# Fargo (Georgia)
Fargo – miasto w Stanach Zjednoczonych, w stanie Georgia, w hrabstwie Clinch, położone nad rzeką Suwannee.